# 후추 해안

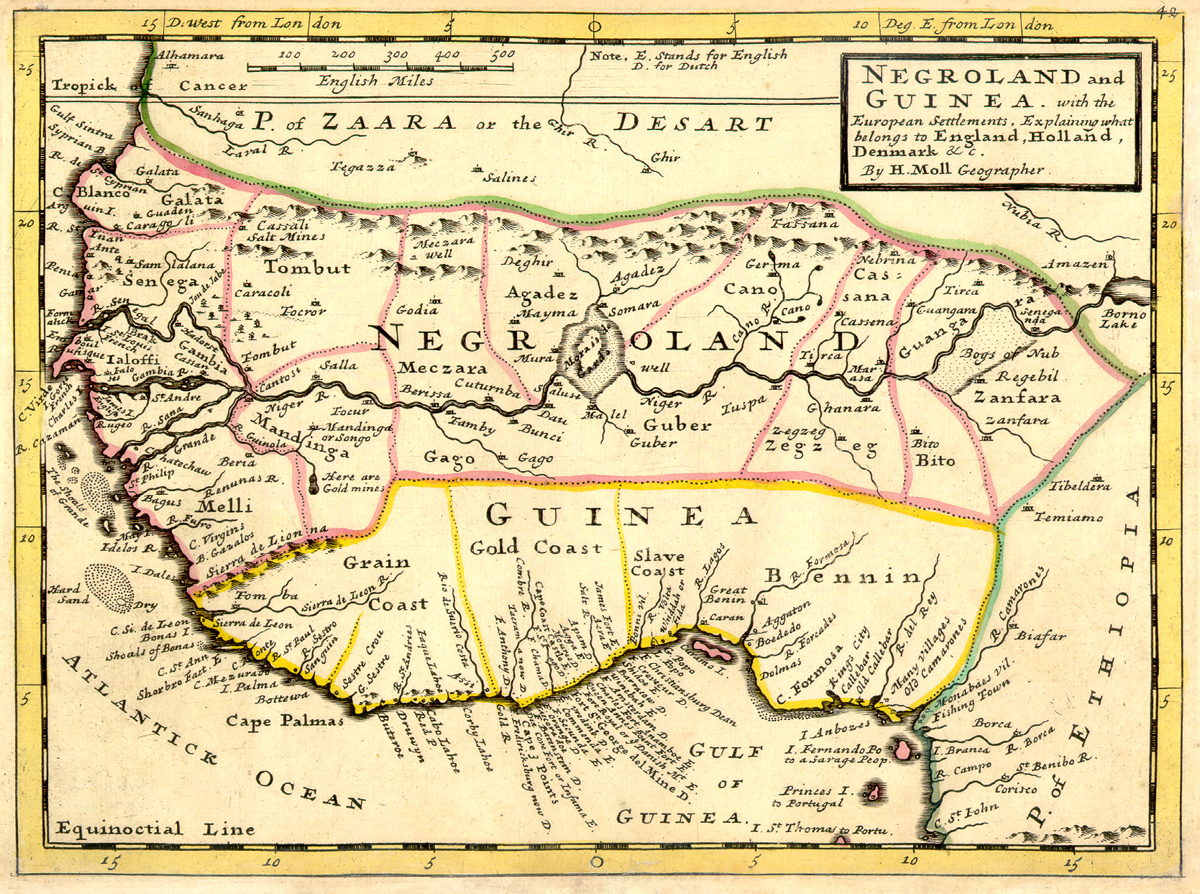
후추 해안이 포함된 1729년 지도

후추 해안(胡椒 海岸, Pepper Coast)은 현재의 라이베리아, 시에라리온 연안 지대를 가리키는 용어이다. 곡물 해안(穀物 海岸, Grain Coast)이라고 부르기도 한다.
15세기 유럽의 항해가들이 향신료를 구하기 위해 아프리카 대륙을 탐험하는 과정에서 후추를 발견하면서 유래된 이름이다.

## 같이 보기
- 황금 해안
- 상아 해안
- 노예 해안